# رابرت آپشاو
رابرت آپشاو (انگلیسی: Robert Upshaw؛ زادهٔ ۵ ژانویهٔ ۱۹۹۴) بازیکن بسکتبال اهل ایالات متحده آمریکا است.